# Điện gió tại Việt Nam

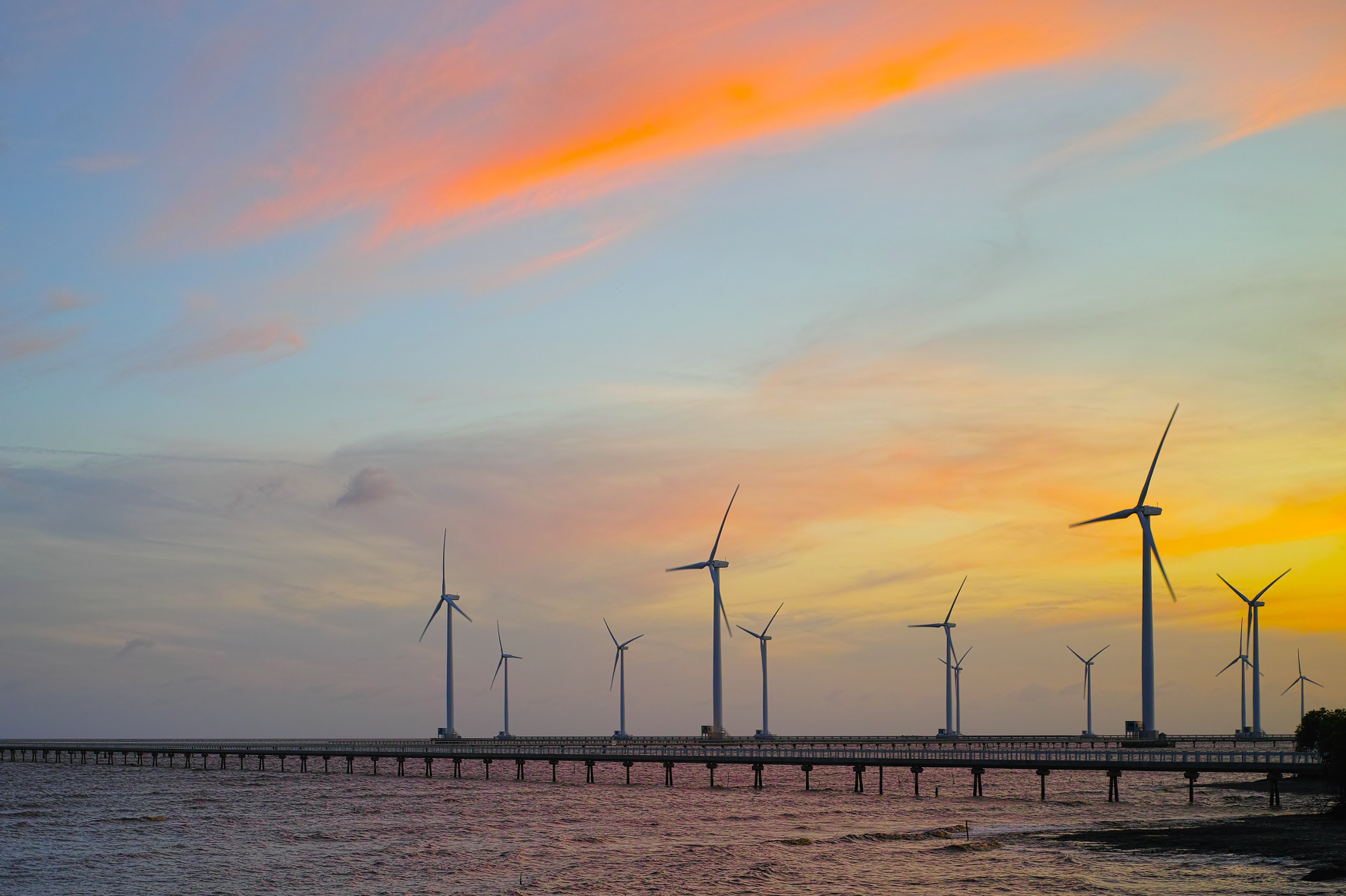
Turbine điện gió ở Bạc Liêu

Điện gió ở Việt Nam thuộc nhóm công nghiệp năng lượng mới nổi, được nhập cuộc theo sự phát triển nguồn năng lượng tái tạo chung của thế giới, sự nhập khẩu khoa học kỹ thuật, đồng thời đáp ứng nhu cầu phát triển nguồn năng lượng khi các nguồn thủy điện lớn đã khai thác hết, các thủy điện nhỏ không đảm bảo lợi ích mang lại so với thiệt hại môi trường mà nó gây ra. Mặt khác Việt Nam có tiềm năng lớn về năng lượng mặt trời và gió, do ở gần xích đạo và tồn tại những vùng khô nắng nhiều và gió có hướng tương đối ổn định như các tỉnh nam Trung Bộ.
Vì thế điện gió cùng với điện mặt trời đang được Nhà nước Việt Nam khuyến khích phát triển, thể hiện ở Quyết định 2068/QĐ-TTg ngày 25/11/2015 của Thủ tướng Chính phủ phê duyệt Chiến lược phát triển năng lượng tái tạo của Việt Nam đến năm 2030, tầm nhìn đến năm 2050, đảm bảo phát triển nguồn điện khi dừng các dự án điện hạt nhân và giảm bớt các nhiệt điện đốt hóa thạch.
Những ưu đãi về đầu tư xây dựng nhà máy và giá bán điện cho Điện lực Việt Nam đã thu hút sự quan tâm của nhà đầu tư cả trong và ngoài nước. Vì thế, tuy chỉ bắt đầu xây dựng nhà máy điện gió từ năm 2012 với nhà máy Điện gió Tuy Phong (nay gọi là Điện gió Bình Thạnh) , đến giữa năm 2019 đã có vài chục dự án có công suất lắp máy từ 20 đến 250 MW đã hoặc sắp hoàn thành.
Nhược điểm của điện gió là điện năng chỉ được tạo ra khi có gió, và công suất phát ra thay đổi theo mức gió. Vùng thuận lợi cho đặt nhà máy cũng thường cách xa vùng tiêu thụ. Điều này làm cho lưới điện phải bố trí dẫn truyền điện, và có kế hoạch điều hòa nguồn phát thích hợp để đảm bảo năng lượng cho các phụ tải tiêu thụ.

## Tác động môi trường dân sinh

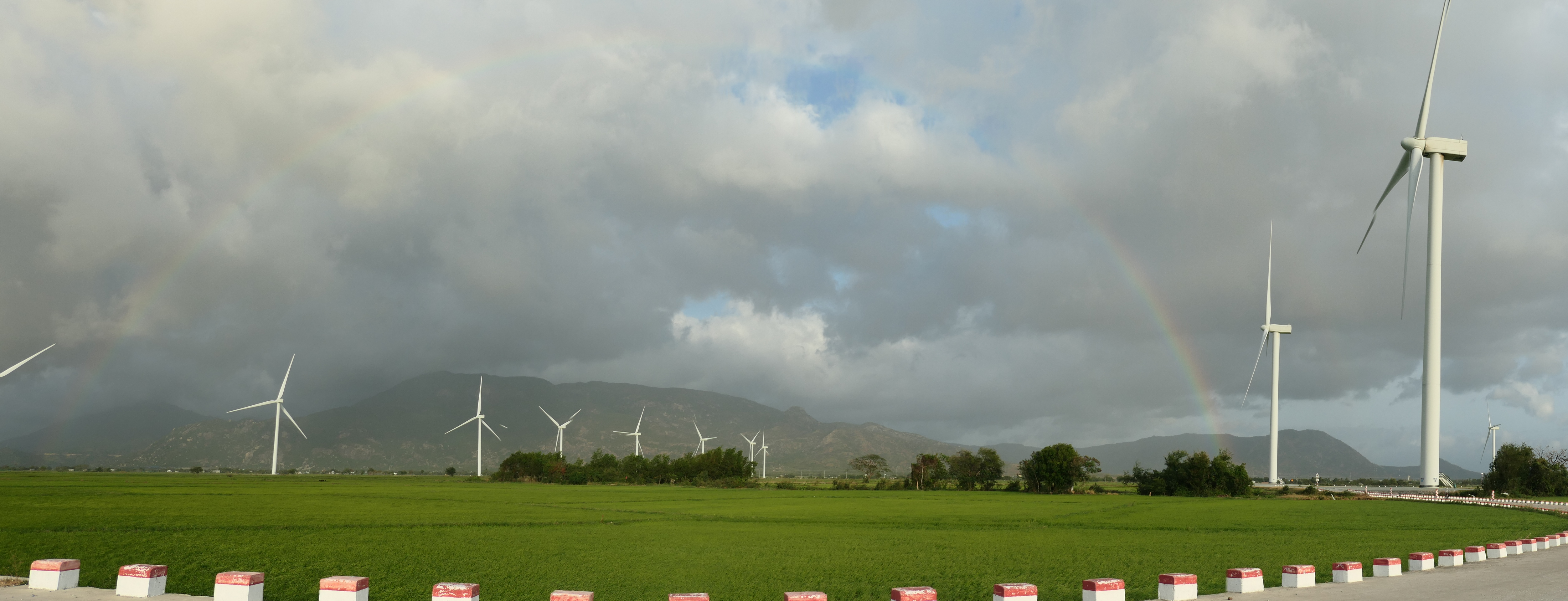
Các cột Tua bin tại Điện gió Đầm Nại thuộc huyện Thuận Bắc, Ninh Thuận, 02/2022

Trong số các giải pháp khai thác năng lượng, tác động môi trường của năng lượng gió hiện được coi là tương đối nhỏ. Theo đánh giá của Ủy ban Liên chính phủ về Biến đổi Khí hậu IPCC về tiềm năng ấm lên toàn cầu, tuabin gió có giá trị (gram CO2 tương đương/kWh) trung bình là 12 và 11, tùy thuộc vào vị trí tuabin ở ngoài khơi hay trên đất liền. So với các nguồn năng lượng carbon thấp khác, tuabin gió thuộc số có chỉ số tiềm năng ấm lên toàn cầu thấp nhất trên mỗi đơn vị năng lượng điện được tạo ra.
Trang trại gió có thể bao phủ một diện tích đất lớn, nhưng phần dành cho các trụ gió và cơ sở hạ tầng là nhỏ. Vùng đất trong trang trại vẫn có thể dùng cho các hoạt động nông lâm ngư nghiệp khác . Tuy nhiên các trang trại trên đất liền có thể tác động đến cảnh quan của vùng.

### Tác động đến khí hậu
Dẫu vậy tác động của khai thác năng lượng gió tới hoàn lưu khí quyển là điều còn đang bỏ ngỏ, chưa được nghiên cứu. Khi bị khai thác thì năng lượng chuyển tải mây gió giảm dần theo thời gian, từ đó gây ra biến đổi phân bố mưa và tuyết. Quá trình như vậy, cùng với sự thay đổi do ấm lên toàn cầu, sẽ làm phân bố và kiểu mây, nhất là ở vùng cuối của gió. Điều này sẽ tác động ngược lại vào khí hậu, và sau hàng chục năm tích lũy mới hiện ra hệ quả.
Đối với trang trại điện gió trên đất liền có thể đánh giá tác động trực tiếp đến thay đổi khí hậu dựa theo diện tích phát quang để tạo mặt bằng thi công, và đường vận chuyển thiết bị cồng kềnh. Phát quang rừng, và tháo khô nước ở các đường vận chuyển, dẫn đến sự chuyển đổi vùng trang trại từ có rừng che phủ thành đồi núi trọc, làm tăng cường mức khô hạn và nóng. Sự mất khả năng nước ngấm vào đất, sẽ dẫn đến suy thoái thảm thực vật, và là điều lúc lập dự án đã bị bỏ qua.

### Quan hệ với du lịch
Khi nêu các nguồn lợi từ trang trại điện gió, một số dự án đã nêu rằng các trụ điện gió có thể tạo cảnh quan khác lạ và hấp dẫn đối với khách du lịch, khi đến thăm các thắng cảnh tiềm năng có trong vùng. Nó dẫn đến các dự án điện gió phá rừng và chồng lấn lên những khu du lịch.
Tuy nhiên các nhà chuyên môn du lịch đã phản bác ý kiến này, và cho rẳng "Không ai đi thuê khách sạn ngay dưới chân trụ gió để ngủ đâu".

## Danh sách các nhà máy
Danh sách các nhà máy điện gió được xếp theo thời gian khánh thành giai đoạn cơ bản.
Chỉ tiêu công suất lắp máy PLM của một nhà máy điện gió rất mềm dẻo, vì nó là hợp thành của các turbine gió có công suất cỡ 1 đến 4 MW mỗi chiếc, và có thể thay đổi theo thi công. Trong cột này có Công suất mở rộng đặt trong dấu (), là tổng công suất lắp máy dự kiến của giai đoạn mở rộng của dự án. Trên thực tế khi thực hiện dự án mở rộng thì chủ đầu tư thường gộp vào nhà máy đã có để quản lý vận hành. Một số dự án còn gộp cả nhà máy điện mặt trời ở đó để thuận tiện thực hiện xin phép, thi công và vận hành, ví dụ dự án Điện mặt trời và điện gió Fujiwara Bình Định.
| Dự án                   | PLM (MW)  | Sản lượng hàng năm (triệu KWh) | Năm hoạt động | Tọa độ                                            | Vị trí hành chính                                       |
| ----------------------- | --------- | ------------------------------ | ------------- | ------------------------------------------------- | ------------------------------------------------------- |
| Điện gió V1-2 Trà Vinh  | 48        | 163                            | 2021          |                                                   | xã Trường Long Hòa thị xã Duyên Hải tỉnh Trà Vinh       |
| Điện gió B&T Quảng Bình | 252       | 648                            | 2021          | 17°20′26″B 106°42′57″Đ / 17,340471°B 106,71575°Đ  | Huyện Quảng Ninh và Lệ Thủy tỉnh Quảng Bình             |
| Quốc Vinh Sóc Trăng     | 30 (129*) |                                | 2021          |                                                   | ấp Huỳnh Kỳ xã Vĩnh Hải thị xã Vĩnh Châu tỉnh Sóc Trăng |
| Hiệp Thạnh              | 78        | 300                            | 2021          |                                                   | xã Hiệp Thạnh thị xã Duyên Hải tỉnh Trà Vinh            |
| Số 3 Sóc Trăng          | 30 (65*)  |                                | 2021          |                                                   | phường Vĩnh Phước thị xã Vĩnh Châu tỉnh Sóc Trăng       |
| Lạc Hòa                 | 30        | 93 (160*)                      | 6/2021        | 9°19′30″B 106°02′57″Đ / 9,324952°B 106,049136°Đ   | xã Lạc Hòa Thị xã Vĩnh Châu tỉnh Sóc Trăng              |
| Tân Thuận               | 75        | 220                            | 8/2021        | 8°59′06″B 105°19′33″Đ / 8,985072°B 105,325781°Đ   | xã Tân Thuận huyện Đầm Dơi tỉnh Cà Mau                  |
| HBRE Chư Prông          | 50        |                                | 12/2020       | 13°49′22″B 107°56′55″Đ / 13,822772°B 107,948606°Đ | xã Ia Phìn huyện Chư Prông tỉnh Gia Lai                 |
| Nexif Energy            | 30 (80*)  | (250)                          | 2021          | 9°52′11″B 106°41′28″Đ / 9,869625°B 106,691212°Đ   | xã Thạnh Hải huyện Thạnh Phú tỉnh Bến Tre               |
| Hòa Bình 1              | 50        |                                | 6/2021        | 9°11′32″B 105°43′03″Đ / 9,192099°B 105,717615°Đ   | xã Vĩnh Hậu A huyện Hòa Bình tỉnh Bạc Liêu              |
| Win Energy Chính Thắng  | 50        |                                | 4/2020        | 11°29′22″B 108°55′42″Đ / 11,489467°B 108,928353°Đ | xã Phước Ninh huyện Thuận Nam tỉnh Ninh Thuận           |
| KOSY Bạc Liêu           | 400       |                                | 2023 ?        | 9°14′34″B 105°36′17″Đ / 9,242913°B 105,60477°Đ    | xã Vĩnh Mỹ A huyện Hòa Bình tỉnh Bạc Liêu               |
| Hướng Hiệp              | 30        | 126,3                          | 12/2020       | 16°45′01″B 106°51′00″Đ / 16,750148°B 106,849997°Đ | xã Hướng Hiệp huyện Đakrông tỉnh Quảng Trị              |
| Hướng Phùng 3           | 30        | 116,3                          | 2021          |                                                   | xã Hướng Phùng huyện Hướng Hóa tỉnh Quảng Trị           |
| Hướng Phùng 2           | 20        | 77,5                           | 2021          |                                                   | xã Hướng Phùng huyện Hướng Hóa tỉnh Quảng Trị           |
| Hướng Phùng 1           | 30        | 81,1                           | 2020          | 16°42′39″B 106°34′34″Đ / 16,710793°B 106,576168°Đ | xã Hướng Phùng huyện Hướng Hóa tỉnh Quảng Trị           |
| Bình Đại                | 30 (310*) | 84                             | 2020          | 10°09′29″B 106°47′14″Đ / 10,158039°B 106,787156°Đ | xã Thừa Đức huyện Bình Đại tỉnh Bến Tre                 |
| Công Lý Sóc Trăng       | 30 (98*)  | 84                             | 04/2020       | 9°15′05″B 105°51′04″Đ / 9,251474°B 105,85115°Đ    | xã Lai Hòa thị xã Vĩnh Châu tỉnh Sóc Trăng              |
| Fujiwara Bình Định      | 50        |                                | 02/2020       | 13°59′23″B 109°14′53″Đ / 13,989837°B 109,248016°Đ | xã Cát Hải huyện Phù Cát tỉnh Bình Định                 |
| Trung Nam Ninh Thuận    | 152       | 426                            | 4/2019        | 11°41′18″B 109°01′48″Đ / 11,688207°B 109,029904°Đ | xã Bắc Phong huyện Thuận Bắc tỉnh Ninh Thuận            |
| Mũi Dinh                | 37,6      | 105                            | 11/2018       | 11°28′05″B 109°00′46″Đ / 11,468067°B 109,012662°Đ | xã Phước Dinh huyện Thuận Nam tỉnh Ninh Thuận           |
| Đầm Nại                 | 40        | 110                            | 11/2018       | 11°40′47″B 109°03′21″Đ / 11,679858°B 109,055855°Đ | xã Bắc Sơn huyện Thuận Bắc tỉnh Ninh Thuận              |
| Hướng Linh 1,2          | 60        | 244,7                          | 5/2017        | 16°42′23″B 106°46′03″Đ / 16,706404°B 106,76745°Đ  | xã Hướng Linh huyện Hướng Hóa tỉnh Quảng Trị            |
| Phú Lạc                 | 24 (126*) | 59                             | 9/2016        | 11°13′34″B 108°41′41″Đ / 11,226099°B 108,69478°Đ  | xã Phú Lạc huyện Tuy Phong tỉnh Bình Thuận              |
| Côn Đảo                 | 4         |                                | 2015 ?        | 8°39′32″B 106°37′09″Đ / 8,658966°B 106,61924°Đ    | Côn Đảo                                                 |
| Bạc Liêu                | 99 (241*) | 320                            | 10/2012       | 9°14′21″B 105°49′29″Đ / 9,239033°B 105,824757°Đ   | xã Vĩnh Trạch Đông thành phố Bạc Liêu tỉnh Bạc Liêu     |
| Phú Quý                 | 6         | 25,4                           | 8/2012        | 10°33′03″B 108°55′46″Đ / 10,550834°B 108,929507°Đ | xã Long Hải và Ngũ Phụng đảo Phú Quý tỉnh Bình Thuận    |
| Bình Thạnh              | 30        | 85                             | 04/2012       | 11°13′10″B 108°40′18″Đ / 11,219514°B 108,671737°Đ | xã Bình Thạnh huyện Tuy Phong tỉnh Bình Thuận           |

(*): Công suất dự án sau khi mở rộng.